# Egas Cueman
Egas Cueman, conosciuto anche come Egas di Bruxelles (Bruxelles, prima metà del XV secolo – Castiglia, 18 settembre 1495), è stato uno scultore e architetto spagnolo.

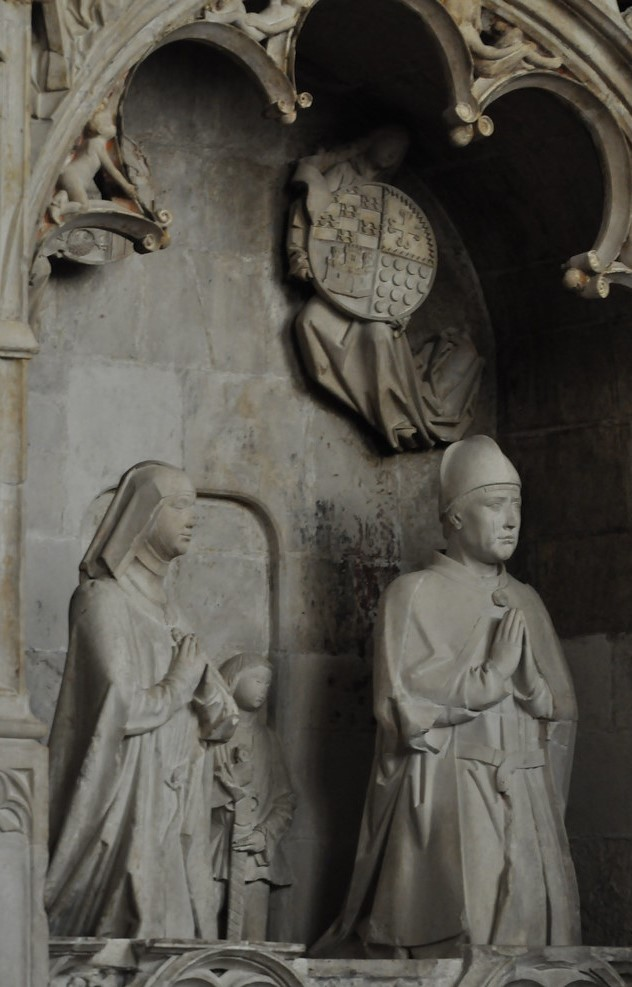
Statue del Monastero di Guadalupe, ad opera di Egas Cueman

Il suo nome si deve alla storpiatura della pronuncia dell'olandese in spagnolo,  si pensa infatti che il suo nome originale fosse Henri van Eyck.
Lavorò principalmente ad opere religiose nel territorio spagnolo, sotto il regno di Isabella la Cattolica, diventando uno dei principali esponenti dello stile architettonico dell'epoca, conosciuto come gotico isabellino.

## Biografia
Arrivò in Spagna insieme al fratello maggiore Anequin de Egas intorno al 1453 e cominciò, insieme al fratello, a lavorare alla Cappella di Álvaro de Luna nella Cattedrale di Toledo, passando poi a lavorare alle sculture della Porta dei Leoni (dal 1453) e alla Cattedrale di Cuenca.
Fra le sue opere più importanti si può trovare il sepolcro di Alonso de Velasco nel Monastero di Guadalupe, dove lavorò a partire dal 1458. In questa opera  è particolarmente interessante la posizione delle figure raccolte in preghiera.
Tornò a Toledo nel 1485 dove occupò la carica di Maestro Maggiore nella costruzione della cattedrale cittadina  e intervenne nella costruzione del Palazzo dell'Infantado e nel Monastero di San Juan de los Reyes.